# Videovæg
En videovæg eller på engelsk, video wall er en speciel multi-skærm opsætning, der består af flere computerskærme, videoprojektorer eller television sets, der er sat sammen på en måde som fliser er, sammenhængende eller overlappet med vægbeslag for at danne én stor skærm. Videovægge er meget typiske i et tv-studie, en butik der sælger tv'er og fladskærme, og nogle gange kommandocentre.
Jumbotron-teknologi blev også tidligere brugt. Diamond Vision var historisk lig Jumbotron, idet de begge brugte katodestrålerør (CRT) teknologi, men med små forskelle mellem de to. Tidlige Diamond vision-skærme brugte separate flood gun CRT'er, en pr. subpixel. Senere Diamond vision-skærme og alle Jumbotrons brugte feltudskiftelige moduler indeholdende flere flood gun CRT'er hver, en pr. subpixel, der havde fælles forbindelser delt på tværs af alle CRT'er i et modul; modulet blev forbundet gennem et enkelt vejrforseglet stik.      